# Ховедёйа
Ховедёйа (норв. Hovedøya) — один из ряда небольших островов у побережья Осло, Норвегия. Остров достаточно мал, длиной около 800 метров, общая площадь составляет 0,4 квадратных километра. Он хорошо известен своей пышной и зеленой растительностью, с широким разнообразием деревьев, кустарников и цветов.

## Название
Название восходит к скандинавским временам (Hofudøy). Первая часть, hofud, означает голова (здесь холм или вершина), вторая часть, øy (ø) переводится как остров. Таким образом, название отсылает к вершине холма на острове. Имея высоту 47 метров, она является самой высокой точкой среди островов Осло-фьорда.

## История
На острове был построен и открыт 18 мая 1147 года Цистерцианский монастырь. Во время средневекового периода, монастырь имел большое значение для экономики Осло. Позже, в 1532 году, во времена Реформации, монастырь был разграблен и сожжен. Часть развалин монастыря остались на острове, однако большая часть материалов ушла на восстановление крепости Акерсхус в XVII веке.
На острове оставались военные сооружения, а также бывшие военные здания и артиллерия. Когда Датско-норвежская уния стала участвовать в Наполеоновских войнах, в 1808 году были построены две пушечных батареи для защиты Осло и крепости Акерсхус (снова из материалов с руин монастыря). В 1826 году на высоких точках острова были построены четыре хранилища для пороха, пятое появилось в 1867 году. На восточной части острова стоит дом в викторианском стиле, известный как «лаборатория». В нем в XIX веке работал оружейный конструктор Оле Герман Йоханнес Краг.
На острове был также крупный немецкий лагерь, с несколькими казармами, позже ставший национальным лагерем для интернированных женщин. На сегодняшний день от лагеря сохранился только один барак, расположенных возле руин монастыря. Сегодня остров является популярным местом для туристов и купальщиков.

## Природа
Остров имеет интересную геологию, состоящую в основном из аргиллита и известняка периода ордовикского и силурского периодов. Переход между этими двумя периодами ярко выражен на юго-восточной оконечности острова, где происходит морская трансгрессия.
На острове достаточно плодородная почва, что позволяет иметь ему высокое биоразнообразие во всей Норвегии на таком маленькой территории. Некоторые виды растений, обнаруженных на острове в Норвегии более нигде не встречаются.
Благодаря условиям геологии и природному разнообразию, остров был объявлен природным заповедником. Хотя и остров полностью доступен для посещения, сбор растений на нём запрещен.

## Туризм
Остров соединен с Осло двумя лодочными маршрутами (линия 92 и 93), которые причаливают на северной стороне острова. Сервисное обслуживание осуществляется круглый год, но только в дневное время и, следовательно, ограничено в зимний сезон. В летнее время для посетителей открыто небольшое кафе прямо у руин монастыря.

## Галерея

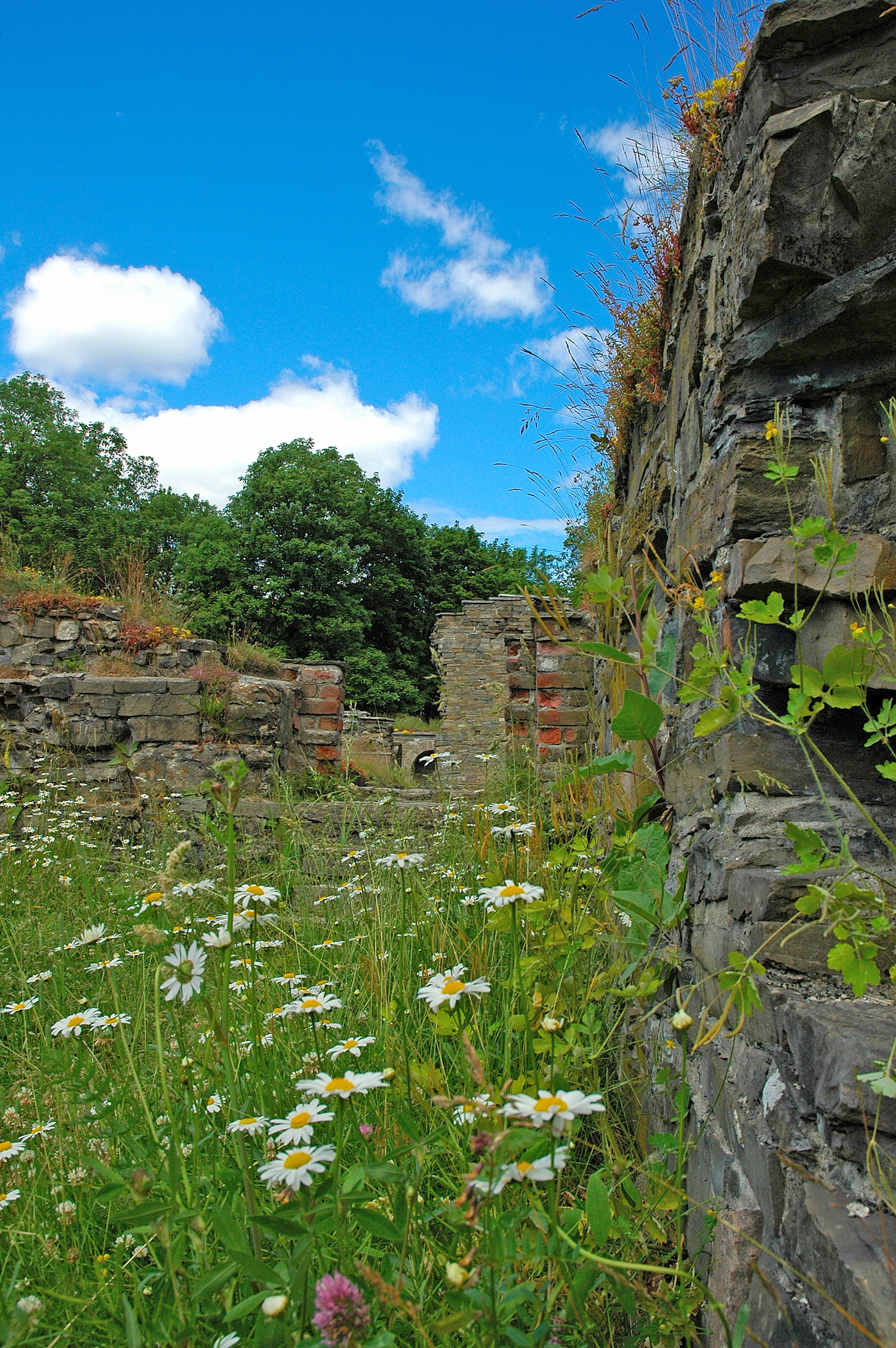
Руины Цистерцианского монастыря
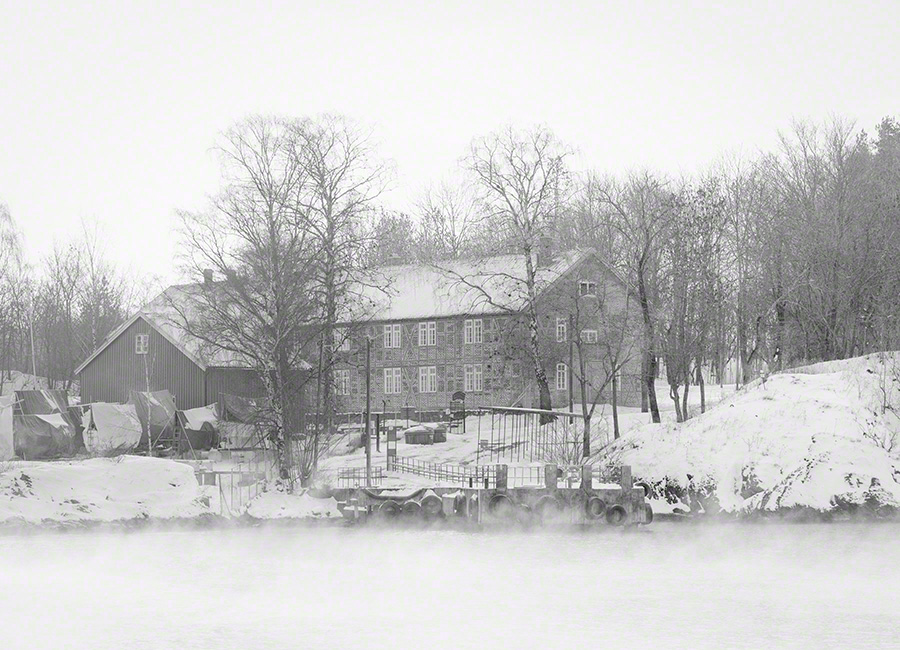
Старое военное хранилище
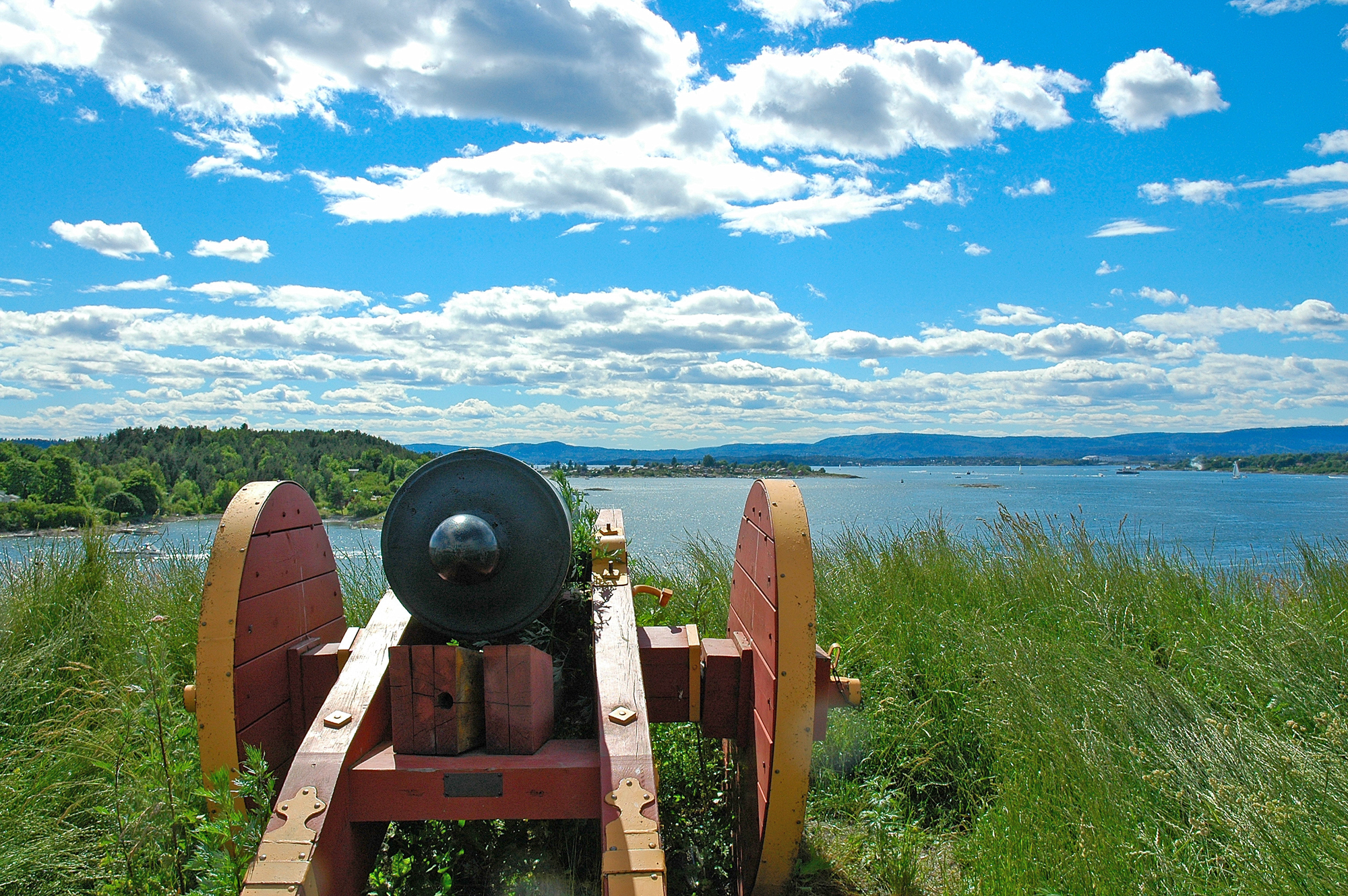
Копия пушки из западной батареи
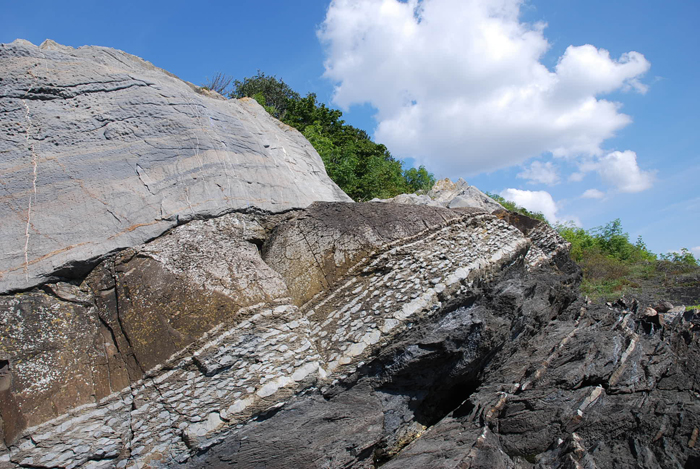
Граница между геологическими слоями
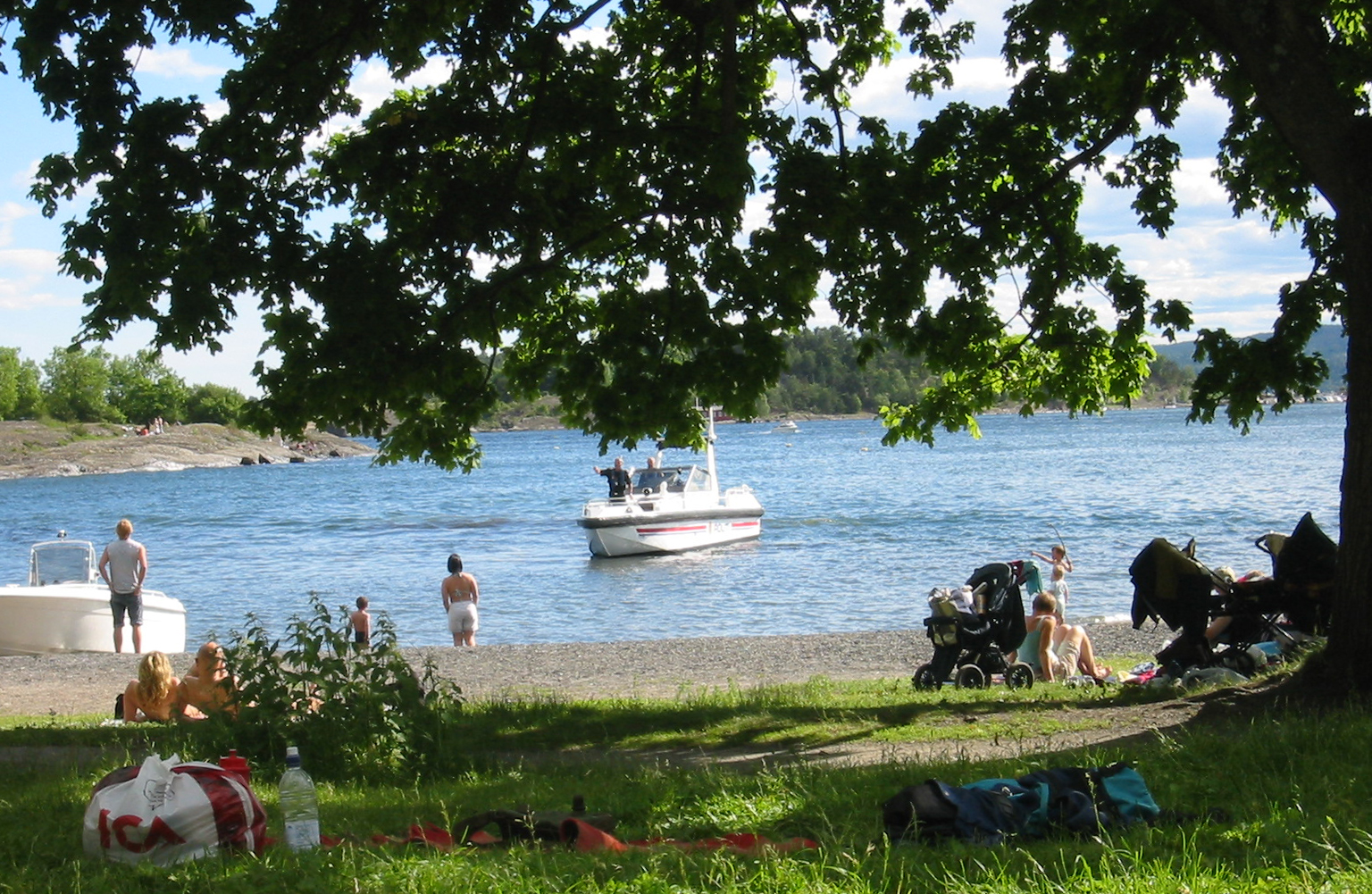
В летнее время остров является популярным местом отдыха